# سحر خليل
سحر خليل (28 يناير 1988  -)، ممثلة ومخرجة لبنانية.

## حياتها الفنية
ولدت في مدينة صور، لقبت بملكة جمال مدينة صور، كانت بدايتها في الإذاعة وشاركت في المسلسل الأيراني «بين الحب والتراب», وبعدها اشتهرت أكثر وعرفها الجمهور بعد مشاركتها في مسلسل ايام السراب، كما أنها عملت كمذيعة لفترة.

## أعمالها

### من المسلسلات
- بين الحب والتراب.
- أيام السراب - جزئين.
- بيني وبينك.
- كوميدو - برنامج.
- سليم ودستة حريم.

### من المسرحيات
- بلا سياسة.
- أم طعان.
- لوين يا شباب.

### الأفلام القصيرة
- يومين.
- ctrl alt del.
- عصفورة بيضاء.
- خبرتني العصفورة.
- عالخط.

## روابط خارجية
- سحر خليل على موقع قاعدة بيانات الأفلام العربية